# Регин-Сат (Муреш)
Регин-Сат (рум. Reghin-Sat) насеље је у Румунији у округу Муреш. Oпштина се налази на надморској висини од 363 m.

## Становништво
Према подацима из 2011. године у насељу је живело 35490 становника.